# 梅尼亚卡
梅尼亚卡（西班牙語：Meñaca）是西班牙巴斯克自治区比斯开省的一个市镇。总面积13平方公里，总人口515人（2001年），人口密度40人/平方公里。